# Ari Hjelm
Pour les articles homonymes, voir Hjelm (homonymie).
Ari Hjelm (né le 24 février 1962 à Tampere en Finlande), connu sous le nom de « Zico », est actuellement entraîneur finlandais et ancien joueur de football finlandais. Il est l'entraîneur actuel de Tampere United en Veikkausliiga.

## Biographie de joueur
Il a commencé sa carrière de footballeur en 1981 à FC Ilves. En 1987, il fut élu meilleur joueur finlandais de l'année.
En 1988-1989, Hjelm signe pour Stuttgarter Kickers en Bundesliga mais il ne réussit pas à maintenir le club dans la première division. Il restera encore une saison avec ce club en espérant la montée en Bundesliga, mais sans succès.
En 1990, il décide de revenir en Finlande dans son club de ses débuts à FC Ilves, il restera deux ans avant d'être acheté par FC Sankt Pauli.
En 1992, il revient en Allemagne pour jouer à FC Sankt Pauli en Bundesliga 2. Il restera deux ans, avant de retourner à FC Ilves.
Il restera une saison avec le FC Ilves avant de rejoindre le HJK Helsinki en Veikkausliiga où il remportera la coupe de Finlande. Puis en 1996, il décide de prendre sa retraite.

## Équipe nationale
Hjelm a obtenu 100 sélections pour l'équipe nationale finlandaise. Il détenait le record du nombre de sélections pour la Finlande, avant d'être dépassé par Jari Litmanen en 2006. Il est également le quatrième meilleur buteur de la Finlande (après Litmanen, Forssell et Johansson) avec 20 buts. Hjelm était à son époque le capitaine de l'équipe nationale finlandaise.

## Biographie d'entraîneur
Il commence sa carrière d'entraîneur en 1999-2000 avec Tampere United dont il est toujours l'actuel entraîneur. En 2001, il remporte le championnat de Finlande. Il a remporté actuellement trois championnats de Finlande en tant qu'entraîneur.

## Palmarès

### Joueur
- Meilleur buteur du Championnat de Finlande 1987 (20 buts)
- Élu meilleur joueur finlandais : 1987.
- Coupe de Finlande de football : 1990 avec le FC Ilves Tampere et 1996 avec le HJK Helsinki.
- Champion de Finlande : 1983 avec le FC Ilves Tampere.
- Capitaine de la sélection finlandaise

### Entraîneur
- Champion de Finlande : 2001, 2006 et 2007 avec Tampere United.